# Sverresborg (Bergen)
 For alternative betydninger, se Sverresborg. (Se også artikler, som begynder med Sverresborg)
Sverresborg er et fæstningsområde i Bergen. Det blev anlagt efter 1184, lige ved Bergenhus. Området mellem Holmen og middelalderborgen Sverresborg var i middelalderen et sumpet moseområde, som gik under navnet Veisan (i dag Koengen). Det er ikke foretaget store arkæologiske udgravninger på Sverresborg.
Sverre Sigurdsson var norsk konge fra 1177 til sin død 9. marts 1202. Han lod borge bygge i både Trondheim og Bergen – begge kaldes Sverresborg.